# Encélado (mitologia)
Encélado (em grego clássico: Ἐγκέλαδος; em latim: Enceladus), na mitologia grega, era um dos gigantes, que são os quatro filhos de Gaia. Foi criado para ser o castigo de Atena. Ele é o menor e mais fraco dos gigantes, porém o mais inteligente. Ele nasceu para derrotar a deusa da sabedoria Atena. É conhecido como o gigante do fogo. É irmão do mais poderoso gigante da mitologia grega, Tifão. Conhecido como aquele que rosna. Uma das máquinas de guerra construídas para destronar Zeus. Encélado e Tifão lutaram contra Zeus e Atena em uma batalha sangrenta que culminou na queda dos últimos gigantes. Em sua batalha com Atena e Zeus, foi aprisionado no monte Etna juntamente com seu irmão e lá estão presos até hoje lançando sua fúria sobre a Terra.